# Jean Saziari
Jean Saziari (Cagli, vers 1327 - Cagli, 21 avril 1371) est un italien membre du Tiers-Ordre franciscain reconnu bienheureux par l'Église catholique.

## Biographie
La date de sa naissance n'est pas connue, mais lors de la reconnaissance de son corps au XVIIIe siècle, on a déterminé qu'à sa mort, Jean avait environ 45 ans et était d'une taille inférieure à la moyenne. Il naît dans une famille modeste, il mène une vie simple, partageant son temps entre le travail des champs et la prière. Il ne se marie pas, n'a pas d'enfants, et devient tertiaire franciscain.

## Culte
Après sa mort en 1372, les fidèles lui attribue des réponses à leurs prières et des miracles. Pour abriter ses restes, un autel de marbre est construit l'année de sa mort dans l'église saint François de Cagli. L'autel est démoli en 1642 et remplacé par une urne en bois. Le 9 décembre 1980, la congrégation pour le culte divin et la discipline des sacrements reconnaît son culte pour le diocèse de Cagli avec sa fête fixée le 21 avril.